# CeroaCero
CeroaCero es un sitio web especializado en noticias y bases de datos deportiva. Se lanzó en 2004 como versión en español de ZeroZero.pt. Ambos sitios pertenecen a la sociedad ZOS.

## Contenido y alcance
La web ofrece estadísticas y datos históricos sobre fútbol, incluyendo información de equipos, jugadores, entrenadores, estadios, árbitros y competiciones. Además de resultados y fichas técnicas de partidos, contiene informes, fotografías y vídeos relacionados con los encuentros. La plataforma permite la interacción de los usuarios, quienes pueden añadir comentarios y colaborar en la actualización y ampliación de la base de datos.

## Internacionalización y versiones en otros idiomas
Tras su fundación, el servicio se expandió bajo distintas denominaciones para atender al público internacional, entre ellas:
- CeroaCero en España y Colombia,
- Calciozz en Italia,
- Fussballzz en Alemania,
- LeBallondRond en Francia,
- O Gol en Brasil,
- Soccerzz en Estados Unidos,
- TheFinalBall en Gran Bretaña e internacional,
- Voetbalzz en Países Bajos,
- ZeroZero en Argentina, Chile, México, Perú, Portugal y Venezuela.

## Lemas
Cada versión lingüística emplea un lema específico. En español y portugués (Portugal y Brasil) se utiliza «Porque todos los partidos empiezan así» o «Porque todos os jogos começam assim». En los otros idiomas se incluyen expresiones como «All about football» en inglés, «Tout sur le football» en francés, «Alles über Fußball» en alemán y «Il calcio a tutto campo» en italiano.